# 1413 Roucarie
1413 Roucarie (1937 CD) là một tiểu hành tinh vành đai chính được phát hiện ngày 12 tháng 2 năm 1937 bởi L. Boyer ở Algiers.